# Leichtathletik-Weltmeisterschaften 2017/Teilnehmer (Norwegen)
| Gelbes Symbol für Goldmedaillen mit stilisierten Olympischen Ringen | Graues Symbol für Silbermedaillen mit stilisierten Olympischen Ringen | Braundes Symbol für Bronzemedaillen mit stilisierten Olympischen Ringen |
| ------------------------------------------------------------------- | --------------------------------------------------------------------- | ----------------------------------------------------------------------- |
| 1                                                                   | —                                                                     | 1                                                                       |

Von Norwegen wurden fünf Athletinnen und acht Athleten für die Leichtathletik-Weltmeisterschaften 2017 in London nominiert.

## Ergebnisse

### Frauen

#### Laufdisziplinen
| Athletin                  | Disziplin    | Vorlauf         | Vorlauf | Halbfinale         | Halbfinale         | Finale             | Finale             |     |     |
| Athletin                  | Disziplin    | Zeit            | Platz   | Zeit               | Platz              | Zeit               | Platz              |     |     |
| ------------------------- | ------------ | --------------- | ------- | ------------------ | ------------------ | ------------------ | ------------------ | --- | --- |
| Amalie Iuel               | 400 m        | 52,55           | 33      | nicht qualifiziert | nicht qualifiziert | nicht qualifiziert | nicht qualifiziert |     |     |
| Hedda Hynne               | 800 m        | 2:02,85 min     | 33      | 1:59,88 min        | 10                 | nicht qualifiziert | nicht qualifiziert |     |     |
| Karoline Bjerkeli Grøvdal | 1500 m       | 4:09,56 min     | 31      | nicht qualifiziert | nicht qualifiziert | nicht qualifiziert | nicht qualifiziert |     |     |
| Karoline Bjerkeli Grøvdal | 5000 m       | 15:00,44 min SB | 13      |                    |                    | DNF                | DNF                | DNF | DNF |
| Isabelle Pedersen         | 100 m Hürden | 12,94 s         | 11      | 12,87 s            | 9                  | nicht qualifiziert | nicht qualifiziert |     |     |
| Amalie Iuel               | 400 m Hürden | 56,42 s         | 23      | nicht qualifiziert | nicht qualifiziert | nicht qualifiziert | nicht qualifiziert |     |     |

#### Sprung/Wurf
| Athletin     | Disziplin | Qualifikation | Qualifikation | Finale             | Finale             |
| Athletin     | Disziplin | Weite         | Platz         | Weite              | Platz              |
| ------------ | --------- | ------------- | ------------- | ------------------ | ------------------ |
| Sigrid Borge | Speerwurf | 55,08 m       | 27            | nicht qualifiziert | nicht qualifiziert |

### Männer

#### Laufdisziplinen
| Athlet               | Disziplin        | Vorlauf      | Vorlauf | Halbfinale         | Halbfinale         | Finale             | Finale             |
| Athlet               | Disziplin        | Zeit         | Platz   | Zeit               | Platz              | Zeit               | Platz              |
| -------------------- | ---------------- | ------------ | ------- | ------------------ | ------------------ | ------------------ | ------------------ |
| Jonathan Quarcoo     | 200 m            | 20,60 s      | 26      | nicht qualifiziert | nicht qualifiziert | nicht qualifiziert | nicht qualifiziert |
| Filip Ingebrigtsen   | 1500 m           | 3:38,46 min  | 3       | 3:40,23 min        | 14                 | 3:34,53 min        | Bronze             |
| Sondre Nordstad Moen | 5000 m           | 13:31,71 min | 25      |                    |                    | nicht qualifiziert | nicht qualifiziert |
| Jakob Ingebrigtsen   | 3000 m Hindernis | 8:34,88 min  | 27      |                    |                    | nicht qualifiziert | nicht qualifiziert |
| Karsten Warholm      | 400 m Hürden     | 49,50 s      | 10      | 48,43 s            | 2                  | 48,35 s            | Gold               |
| Håvard Haukenes      | 50 km Gehen      |              |         |                    |                    | DSQ                | DSQ                |

#### Sprung/Wurf
| Athlet                | Disziplin  | Qualifikation | Qualifikation | Finale             | Finale             |
| Athlet                | Disziplin  | Weite         | Platz         | Weite              | Platz              |
| --------------------- | ---------- | ------------- | ------------- | ------------------ | ------------------ |
| Sven Martin Skagestad | Diskuswurf | 58,86 m       | 26            | nicht qualifiziert | nicht qualifiziert |

#### Zehnkampf
| Athlet     | Disziplin | 100 m   | Weitsprung | Kugelstoßen | Hochsprung | 400 m      | 110 m Hürden | Diskuswurf | Stabhochsprung | Speerwurf | 1500 m      | Punkte | Platz |
| ---------- | --------- | ------- | ---------- | ----------- | ---------- | ---------- | ------------ | ---------- | -------------- | --------- | ----------- | ------ | ----- |
| Martin Roe | Ergebnis  | 10,90 s | 7,50 m PB  | 15,22 m     | 1,93 m     | 49,09 s SB | 15,15 s PB   | 48,24 m    | 4,50 m SB      | 58,30 m   | 4:39,24 min | 8040   | 12    |
| Martin Roe | Punkte    | 883     | 935        | 803         | 740        | 857        | 831          | 834        | 760            | 712       | 685         | 8040   | 12    |